# زمین‌لرزه ۱۹۸۳ گینه
زمین‌لرزه گینه در تاریخ ۲۲ دسامبر ۱۹۸۳ میلادی، برابر با ‎۱ دی ۱۳۶۲، ساعت ۴:۱۱:۲۹ به زمان یوتی‌سی در گینه رخ داد. ژرفای این زلزله ۸ کیلومتر بود، و بزرگی آن ۶٫۳ در مقیاس Mw اعلام شده‌است. زمین‌لرزه به وقت محلی در روز پنج‌شنبه، ساعت ۴ روی داده و منطقه زمانی آن یوتی‌سی +۰ بوده‌است.
سازمان زمین‌شناسی آمریکا نیز رومرکز این زمین‌لرزه را در مختصات ۱۱°۵۱′۵۸″شمالی ۱۳°۳۱′۴۴″غربی / ۱۱٫۸۶۶°شمالی ۱۳٫۵۲۹°غربی و ژرفای آنرا در ۱۱ کیلومتر گزارش کرده‌است. بزرگی برگزیدهٔ این سازمان از میان بزرگیهای محاسبه‌شدهٔ مختلف ۶٫۴ در مقیاس Mb بوده و از دید اثر، در میان چهار دسته‌بندی «نامحسوس»، «محسوس»، «زیان‌آور» یا «با تلفات»، زلزله را «با تلفات» اعلام کرده‌است.
پروژهٔ «تنسور گشتاور مرکزوار» زاویه‌های (راستا، شیب، ریک) گسل سازندهٔ زمین‌لرزه و صفحه عمود بر آنرا (°۳۰۵، °۲۴، °۸۸-) یا (°۱۲۳، °۶۶، °۹۱-) و نوع گسل را«عادی» فرارسانده‌است.
شمار کشتگان زلزله حدود ۴۴۳ نفر بوده‌است. تعداد زخمیان ۱۵۰ نفر برآورده شده‌است.